# Blocus de la Méditerranée orientale pendant la Première Guerre mondiale
Le blocus de la Méditerranée orientale pendant la Première Guerre mondiale est un blocus naval anglo-français pratiqué sur les côtes qui s'étendent de l'île de Samos au large de la Turquie, à l'Égypte ; il est dirigé contre l'Empire ottoman et vise aussi à couper l'Allemagne de ses sources de ravitaillement. Il a affaibli l'effort de guerre des Empires centraux, mais contribué à affamer les populations civiles. Il est considéré comme un des facteurs qui ont entraîné la mort de 500 000 civils dans la Grande Syrie, sur une population totale de près de 3,8 millions d'habitants, entre 1914 et 1918.
Durant de longues décennies, les batailles terrestres de la Première Guerre mondiale, et la guerre de tranchées, ont occulté la guerre maritime dans les représentations collectives comme dans les études académiques. De plus, le front occidental reste le plus connu, au détriment d'autres zones de combat dans le monde, notamment du front du Moyen-Orient. Enfin, un blocus contemporain, celui de l'Allemagne par les Britanniques, qui a entraîné la mort de 760 000 civils, a détourné l'attention du blocus de la Méditerranée, dont les conséquences humaines furent pourtant dramatiques.

## Buts de guerre
Le blocus interrompt le commerce et s'inscrit dans une logique de guerre économique.  Dans un premier temps, les Britanniques mettent en place le blocus de l'Allemagne en mer du Nord puis, en coopération avec la France, appliquent la même politique de blocus contre les Ottomans. Les buts de guerre sont d'étrangler l'Empire ottoman et d'isoler davantage l'Allemagne, en l'empêchant de se ravitailler en Turquie, en Syrie et en Égypte.
À la visée économique s'est ajoutée une dimension politique : la France et la Grande-Bretagne craignaient que le pouvoir ottoman, qui a appelé au djihad, ne réussisse à mobiliser contre elles les sujets musulmans de leurs colonies ; le contrôle des routes maritimes limitait les communications entre les différents espaces géographiques de l'Empire ottoman. Toutefois les Jeunes-Turcs au pouvoir, réputés pour leurs principes laïques, avaient peu de chances de provoquer un mouvement de solidarité religieuse en leur faveur.

## Mise en œuvre du blocus

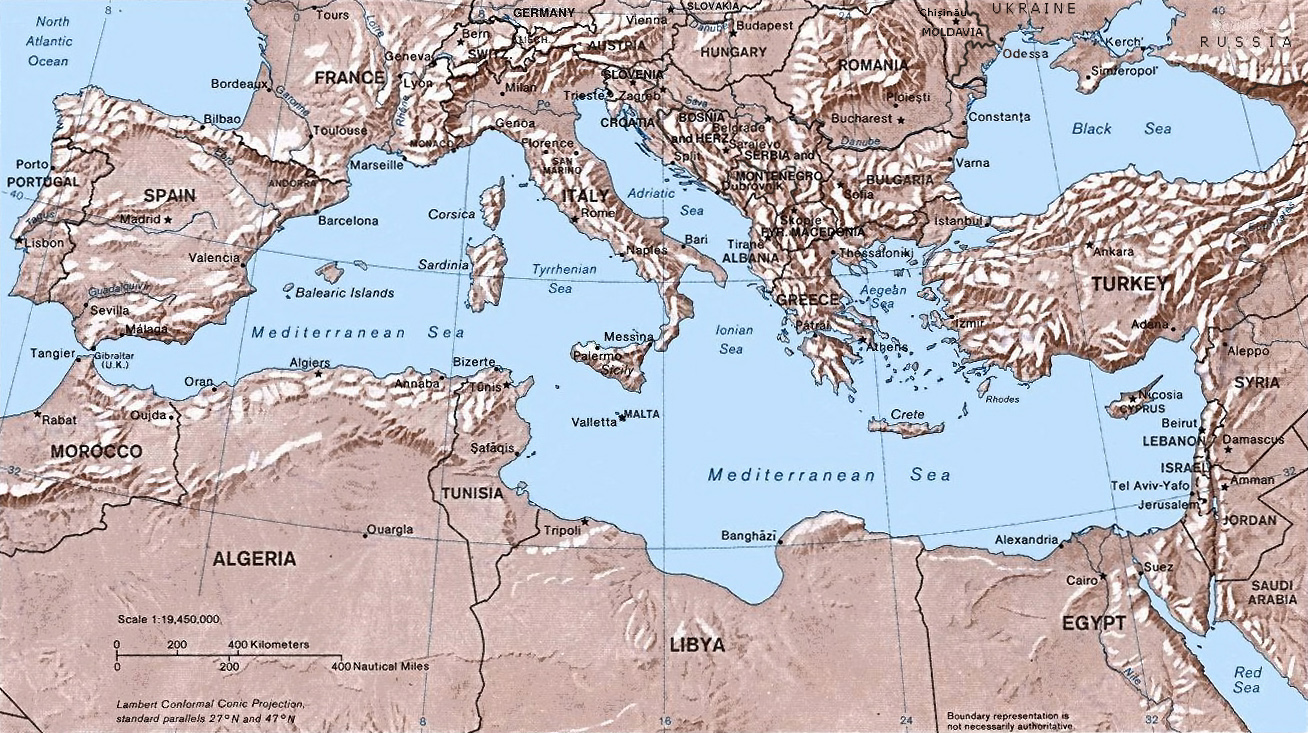
Le bassin méditerranéen.

### Répartition des zones de surveillance navale entre Britanniques et Français
Un accord naval anglo-français en 1912 accordait à la France, en cas de conflit, le rôle de surveillance navale de la Méditerranée, tandis que les Britanniques, du fait de leur supériorité navale, surveilleraient la mer du Nord, où ils auraient à affronter la puissante flotte allemande et effectueraient un blocus de l'Allemagne,. La Méditerranée comprend, outre la Méditerranée orientale, le théâtre d'opérations de l'Adriatique, où la France doit affronter la flotte austro-hongroise.
Cette entente est remise en cause par les Anglais dès 1915, qui veulent intervenir activement en Méditerranée orientale, pour deux raisons. D'une part, l'Angleterre tient à contrôler plus efficacement le canal de Suez (en Égypte), canal qui permet une traversée rapide jusqu'à l'Inde, et qu'elle juge vital pour le maintien de son Empire. D'autre part, les Anglais préparent l'extension de leur domination coloniale à la Palestine, région ottomane que la France convoitait (et comprise jusque-là dans ce que les négociateurs français appellent la « Syrie intégrale »). Les visées des Anglais sur la Palestine sont toujours liées à leur objectif de sécuriser le passage par le canal de Suez, et s'inscrivent plus largement dans la perspective d'un futur partage des territoires arabes en zones d'influence britanniques et françaises, perspective qui se matérialisera en 1916 lors des accords Sykes-Picot. 
Britanniques et Français concluent un nouvel accord naval le 31 janvier 1915 : les Britanniques contrôlent désormais  les Dardanelles et l'Égypte (pays sur lequel le Royaume-Uni établit un protectorat en 1914) ; les Français reçoivent autorité sur les côtes syriennes et sud-anatoliennes.
Les Britanniques cependant ne respectent pas l'accord à la lettre et interviennent aussi sur les côtes syriennes.

### Opérations navales

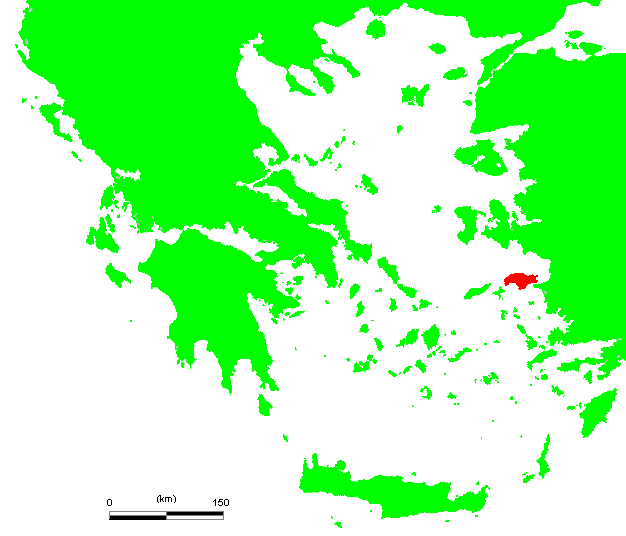
Le blocus s'étend de l'île de Samos (à 1 km des côtes turques) à l'Égypte. Ici en rouge, l'île de Samos (dans la Grèce actuelle)

La Méditerranée devient une zone de guerre en novembre 1914 (de même que la mer du Nord). Le blocus quoi que non déclaré est mis en œuvre immédiatement ; il devient officiel quelques mois plus tard, en août 1915. 
Les cargaisons de nourriture des navires de commerce des Empires centraux sont saisies au titre de contrebande de guerre, et quelquefois, les navires eux-mêmes. Le rôle principal de la flotte française en Méditerranées orientale consiste à patrouiller le long des côtes  et des routes maritimes et à protéger les liaisons maritimes alliées au moyen de convois. 
Dès la fin 1914, les Alliés exercent une suprématie navale en Méditerranée,. Ils maîtrisent les mers, de manière plus générale, exception faite de la Baltique (contrôlée par l'Allemagne), de la mer Noire (tenue par les Turcs) et de l'Adriatique (dominée par l'Empire austro-hongrois). Le principal combat naval en Méditerranée est la bataille des Dardanelles en 1915, mais les opérations dans le cadre du blocus proprement dit n'ont pas donné lieu à un combat naval majeur en Méditerranée orientale, du fait de cette domination alliée. 
Les Français occupent l'île d'Arouad au large de la Syrie le 1er septembre 1915 et l'île de Castelorizo au large de la Turquie en décembre, où ils établissent leurs centres de renseignements. En 1917 les Turcs répliquent en tirant de la rive opposée sur les positions alliés de Castelorizo, coulant un hydravion britannique, et en bombardant l'île d'Aouad où ils coulent un chalutier français, .
Les Anglais cherchent à maintenir une pression maritime sur les Turcs. Ils organisent des raids sur la côte anatolienne en 1916 et s'emparent de troupeaux de bétail qu'ils pensent avoir été réquisitionnés pour être expédiés vers l'Allemagne. Par ailleurs les Britanniques espèrent paralyser les Turcs en faisant planer une menace de débarquement allié,. Des projets de débarquement ont de fait été formés et abandonnés au fil des années.
Les Germano-Turcs tentent, sans succès, de contrer le blocus allié en s'attaquant au canal de Suez.

### Efficacité
Comparé au blocus de l’Allemagne, celui de la Méditerranée orientale est beaucoup plus hermétique : les U-Boote protègent les côtes allemandes, contraignant la flotte britannique à opérer à distance ; ces sous-marins sont bien moins actifs en Méditerranée, où ils disposent de trop peu de bases navales (Constantinople et les ports autrichiens).
Les Ottomans n'ont pas eu les moyens de défendre leurs côtes ni de préserver leur ravitaillement par voie de mer. Les routes terrestres étaient en nombre insuffisant pour acheminer des troupes vers les littoraux menacés par des raids de l'Entente. L'Empire ottoman ne disposait que de 5500 km de voies ferrées. Le chemin de fer Berlin-Bagdad était demeuré inachevé (le tronçon Antaliya-Mossoul était encore en construction) de même que les tunnels du Taurus et de l'Amanus. Le chemin de fer Syrie-Palestine (Damas-Jaffa) étant à voie unique, la circulation y était ralentie, de même que le chemin de fer du Hedjaz qui reliait Damas à Médine. Le réseau ferré, accaparé par le transport des troupes, était saturé. 
Du fait du blocus, l'armée ottomane a pâti de pénuries alimentaires et d'un défaut d'équipement. 
240 000 soldats ottomans sont morts à l'arrière, contre 85 000 hommes morts au combat, «ce qui laisse deviner l’ampleur des carences alimentaires et médicales dont souffrit l’Empire ottoman. Encore les pertes militaires réelles purent-elles dépasser les 325 000 morts recensés, et atteindre 500 000 ou 600 000 victimes », écrit l'historien Martin Motte. Le taux de décès dans l’armée ottomane est estimé à 27 % de morts ; à titre de comparaison, il est de 16,8 % dans l’armée française durant la même période.
Le gouvernement ottoman a cherché à pallier les manques en pratiquant des réquisitions de vivres, de bêtes de trait, ce qui l'a rendu extrêmement impopulaire dans les territoires arabes les plus touchés.

### Aide humanitaire française
Entre 1916 et 1918, la France a offert quelques secours aux populations libanaises frappées par la famine, à partir de l'île d'Arouad : le patriarche maronite ayant demandé un crédit pour acheter de la nourriture, 24 000 livres sterling en tout ont été transférées clandestinement de l'île d'Arouad aux chrétiens du Mont-Liban ; de plus, trois cents réfugiés qui avaient rejoint l'île à la nage ont été recueillis. Les 12 et 13 septembre 1915 les Français aidèrent 3000 Arméniens à quitter la côte turque.

### Refus de laisser passer l'aide humanitaire américaine
Cependant, la France a aussi empêché  en 1917 une mission humanitaire américaine de parvenir au Liban, où le taux de décès des populations civiles affamées était un des plus élevés au monde.
Selon G. Paolini, c'est l'Angleterre surtout qui a empêché l'arrivée au Liban d'un navire américain chargé de vivres, en alléguant la crainte que les denrées alimentaires ne tombent entre les mains des Ottomans, mais l'historien ajoute que Londres avait l'appui de la France et de l'Italie dans cette démarche d'obstruction. 
La France a exclu la possibilité d'un «ravitaillement armé», qui supposait une opération militaire à Tripoli. Selon l'historien Yann Bouyrat, « la survie des Libanais a été sacrifiée sur l’autel des impératifs stratégiques de la France », qui donnaient la priorité à la lutte contre Puissances centrales.

## Effets du blocus sur les populations civiles

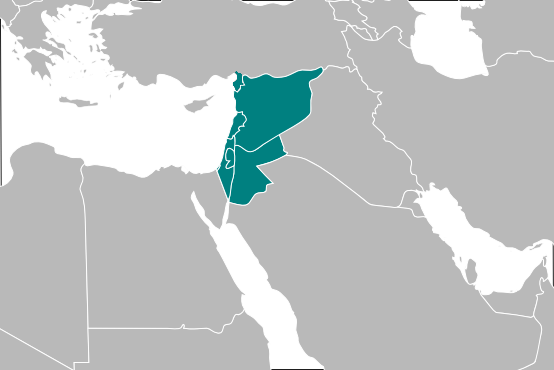
Région du Levant qui correspond approximativement à la Grande Syrie ou Bilad al-Sham

Le principal effet est la famine qui s'est abattue sur les habitants du littoral de la Méditerranée orientale.
Les conséquences du blocus des côtes méditerranéennes sont plus dramatiques que celles du blocus de l'Allemagne parce que les routes terrestres sont moins nombreuses en Asie qu'en Europe.  
Les Alliés ont utilisé la famine comme arme de guerre selon l'historienne Laura C. Robson.

### Régions les plus atteintes
Le Levant, qui comprend les pays actuels que sont Syrie, le Liban, la Jordanie, Palestine / Israël, a été le plus touché (jusqu'à Acre et Haïfa au sud). 
La Grande Syrie s'inscrivait dans une économie globalisée et dépendait de ses échanges avec l'Europe ; c'était le cas particulièrement du secteur bancaire. Le Mont-Liban a le plus souffert : il avait abandonné les cultures céréalières pour se spécialiser dans la sériciculture ; le blocus empêchait l'exportation des vers à soie, colonne vertébrale de l'économie, ainsi que l'importation des denrées alimentaires.

### Famine et nombre de morts
La famine dans le Levant est due à plusieurs causes. Outre le blocus naval, d'autres facteurs ont contribué à provoquer cette famine meurtrière : la politique ottomane qui a donné la priorité au ravitaillement de l'armée et sacrifié les populations civiles, par des pratiques de réquisition des denrées alimentaires disponibles ; une infestation de criquets dans l'Empire ottoman durant l'été 1915, qui détruit les récoltes ; la spéculation céréalière dans les régions touchées, qui contribue à faire monter les prix et aggrave la situation.
500 000 personnes sont mortes de faim dans la Grande Syrie,,,. Les estimations de la population totale de la Grande Syrie durant la Première Guerre mondiale vont de 3,25 millions à 4,37 millions d'habitants,, ce qui représente un taux de décès de 15,3 % à 11,4 %.
Le Mont-Liban compte à lui seul 150 000 morts sur une population totale de 415 000 habitants, soit un taux de décès de 37 %.
Selon l'historien Martin Motte, le blocus allié a eu des effets aggravants sur le génocide arménien et le génocide grec pontique : «800 000 Arméniens et 200 000 Grecs auraient par ailleurs été victimes des déportations, des massacres et du travail forcé. Bien que ces populations aient été persécutées de longue date, il est clair que le blocus aggrava leur condition en incitant les Turcs à se débarrasser des bouches surnuméraires, ou tout au moins à ne pas nourrir les déportés, ce qui revient au même ».

### Responsabilités des Britanniques et des Français
L'historienne Laura C. Robson rappelle l'argument du Premier ministre britannique David Lloyd George en faveur du blocus : « Si nous maintenons le contrôle des mers sans réellement percer à terre, les puissances centrales pourraient à la fin être affamées et se soumettre. C'est un calcul impitoyable, mais la guerre est une cruauté organisée ». Selon cette spécialiste, l'objectif du blocus anglo-français était bien d'affamer les civils en vue de provoquer la chute de l'Empire ottoman. Pour d'autres historiens, en revanche, Britanniques et Français n'avaient pas prévu des conséquences aussi dévastatrices qu'elles l'ont été pour les populations de l'Empire, notamment pour les chrétiens du Liban, dont les sympathies allaient vers les puissances de l'Entente. La France était censée jouer le rôle de protectrice des chrétiens orientaux ; embarrassée, elle tenta de nier durant la période du mandat français en Syrie et au Liban son rôle dans la crise alimentaire au Liban, et de rejeter la responsabilité de la famine sur les autorités ottomanes exclusivement, leur prêtant une volonté exterminatrice. 
La responsabilité de l'Angleterre serait la plus grande dans le maintien d'« un blocus d'autant plus criminel qu'il s'est prolongé jusqu'à l'automne 1918, date à laquelle l'issue de la guerre ne faisait plus aucun doute ». 
La France aurait proposé un allègement du blocus, que l'Angleterre aurait refusé. Une note britannique au Ministère des Affaires étrangères rejette la proposition française de nourrir des civils affamés ; un fonctionnaire britannique répond en ces termes aux Français : « les Alliés de l'Entente sont simplement soumis à un chantage pour remédier à la pénurie des approvisionnements qui est l'objectif même du blocus ».
Le rôle primordial joué par le blocus allié dans l'épisode de famine a été mis en évidence dès 1992 dans une étude de Linda Schilcher, qui a marqué un tournant par rapport au discours traditionnel sur la responsabilité politique des Ottomans,.

### Interprétations populaires

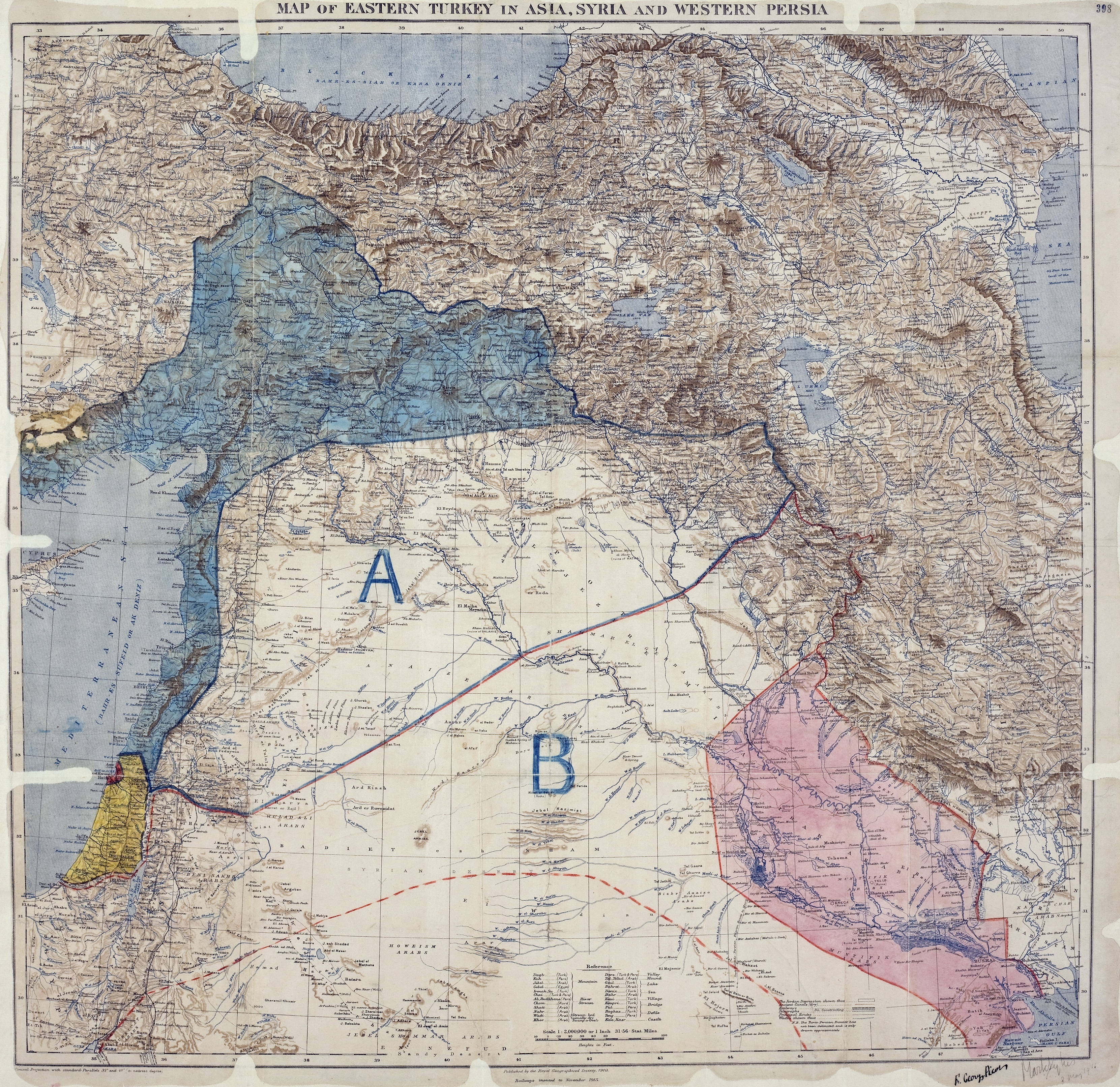
Carte des accords secrets Sykes-Picot conclus entre le Royaume-Uni et la France en 1916. Le Liban et la Syrie sont dans la zone bleue française. La Palestine est dans la zone brune d'administration internationale convoitée par les Français et les Anglais

Les Arabes contemporains de la famine ne l'ont pas attribuée au blocus naval allié mais principalement aux Ottomans, dont le régime a été délégitimé. Des Libanais vivant à l'étranger, comme Gibran Khalil Gibran aux Etats-Unis, ou des émigrés installés en France, ont prêté aux Ottomans un plan d'extermination des populations chrétiennes arabes, similaire à celui qui a conduit au génocide arménien,. La famine a considérablement aggravé le clivage entre les Arabes et les Turcs, bien que des pénuries alimentaires aient sévi aussi en Anatolie.

## Bénéfices politiques retirés par la France
La victoire des Alliés en 1918 rend possible la levée du blocus et l'afflux des secours. L'aide d'urgence française, très importante, se déploie de novembre 1918 à mai 1919, notamment au Mont-Liban.
Des historiens soulignent les intérêts politiques en jeu dans l'aide française,. En novembre 1918, les positions militaires de la France au Levant sont mal assurées face à l'Angleterre et aux troupes de la révolte arabe. Aussi, les secours apportés au Libanais deviennent nécessaires pour gagner la population et préparer une domination coloniale, dans un contexte où un mandat français en Syrie et au Liban est contesté et toujours à l'état de projet. 
Selon l'historien Graham Pitts, la propagande française a cherché à transformer en atout le handicap politique que constituait le blocus naval ; elle a vu dans la famine un moyen de « rendre les Turcs odieux dans tous les pays arabes » : « Paris et Londres décidèrent de se concentrer sur la mise en place d’un discours officiel selon lequel la famine avait été intentionnellement déclenchée par les Ottomans. L’ambassadeur français à Washington avait reçu pour instruction de faire comprendre au président Wilson que la famine n’était pas due à un manque de ressources mais plutôt à un blocus intentionnel du Liban par Jamal Pacha ». La capacité de résistance de certaines catégories de la population libanaise à une domination française a pu être affaiblie par plusieurs années de famine.